# Bartholomeus Spranger
Bartholomeus Spranger ou Bartholomaeus Spranger (Antuérpia, 21 de março de 1546 - Praga, agosto de 1611) foi um pintor e desenhista flamengo.
Educou-se com Jan Mandyn e depois viajou a Paris e Itália para se aperfeiçoar. Em Roma se tornou um protegido de Giulio Clovio, e foi indicado pintor do papa Pio V em 1570. Em 1576 foi convidado pelo imperador Maximiliano II para ir trabalhar em Viena, sendo indicado pintor da corte em 1581. O imperador Rodolfo II arranjou-lhe um casamento vantajoso e valeu-se muito de seu trabalho.
Suas obras foram divulgadas através de gravuras, tornando-o famoso em toda Europa. Tratam em geral de temas mitológicos e alegóricos.